# Vejle
 Ovo je glavno značenje pojma Vejle. Za druga značenja pogledajte Vejle (razdvojba).
Vejle je glavni grad danske regije Južna Danska. Nalazi se na fjordu Vejle. Ima 55 000 stanovnika (općina ima 104 000 stanovnika). Ime grada znači plićak. Grad je značajna luka i industrijski centar (tekstilna, prehrambena i industrija strojeva). Postoji jedan od najvećih svjetskih proizvođača žvakaćih guma Gumlink. Turistički je zanimljiva crkva sv. Nikole, stari grad, stara vjetrenjača i most preko fjorda Vejle.